# Cilopadang
Cilopadang is een bestuurslaag in het regentschap Cilacap van de provincie Midden-Java, Indonesië. Cilopadang telt 6503 inwoners (volkstelling 2010).